# Humber Pullman
Der Humber Pullman ist ein PKW der Oberklasse, den Humber ab 1930 herstellte. 1939 stellte ihm die Rootes Group, die Humber 1931 übernommen hatte, den Humber Imperial zur Seite.

## Pullman (1930–1935)
Der erste Humber Pullman wurde 1930 als Nachfolger des Modells 20/65 hp und Version des Snipe 80 mit verlängertem Radstand vorgestellt. Der Wagen hatte, wie der Snipe 80, einen Sechszylinder-Reihenmotor mit 3498 cm³ Hubraum und gegengesteuerten Ventilen (ioe) und einer Leistung von 80 bhp (59 kW). Die klassische Pullman-Limousine mit vier hinten angeschlagenen Türen entsprach ebenfalls in etwa dem Snipe 80, war jedoch etwas länger und breiter. Der schwere Wagen erreichte eine Höchstgeschwindigkeit von 117 km/h.
Nur im Jahre 1935 wurde auch ein Coupé angeboten.

## Pullman (1936–1940) und Imperial (1939–1940)
Eine etwas überarbeitete Karosserie erschien 1936. Der Radstand wurde beibehalten, die Aufbauten aber auf 4978 mm verlängert. Die Wagen hatten nun eine zweiteilige, gepfeilte Windschutzscheibe. Wie der zeitgenössische Super Snipe wurde auch der Pullman von einem aufgebohrten Sechszylinder-Reihenmotor mit 4086 cm³ Hubraum angetrieben, der eine Leistung von 100 bhp (74 kW) lieferte. Das Coupé war entfallen, der Pullman wurde als Pullman-Limousine und Landaulet angeboten. Die Höchstgeschwindigkeit stieg auf 121 km/h.
1939 wurde dem Pullman der Humber Imperial zur Seite gestellt. Er hatte ein um 102 mm kürzeres Fahrgestell und war als Limousine oder Cabriolet erhältlich. Mit dem gleichen Motor und der etwas kleineren Karosserie erreichte das Modell 130 km/h. Besonders beliebt war der Wagen bei den Ministern der britischen Regierung. Ein Jahr nach dem Erscheinen des Imperial wurde die Produktion beider Modelle kriegsbedingt eingestellt.

## Pullman Mark I
1945 erschien zunächst der neue Pullman Mark I mit überarbeiteter Karosserie. Die Türen waren nun vorne angeschlagen, die Karosserie hatte eine rundere Ausführung mit angesetztem Kofferraum. Dem Antrieb diente der bekannte 4,1 Liter - Motor.

## Pullman Mark II/III und Imperial Mark II
1948 erschien zunächst der neue Pullman Mark II mit nochmals überarbeiteter Karosserie. Die Scheinwerfer waren in die vorderen Kotflügel gewandert und die Windschutzscheibe war wieder einteilig. Fahrgestell und Aufbauten waren gegenüber dem Vorgängermodell verlängert. Die Pullman-Limousinen und Landaulets wurden als Pullman angeboten; die gleichzeitig eingeführte Limousine gab es als Imperial Mark II mit gleichen technischen Daten.
1951 kam der Pullman Mark III, der mit 5385 mm genauso lang wie der Rolls-Royce Silver Cloud war. Der Imperial wurde unverändert weitergebaut. Auch der Antrieb blieb gleich.
Bis 1953 waren 2200 Exemplare des Pullman Mark II/III entstanden und 1526 Exemplare des Imperial Mark II.

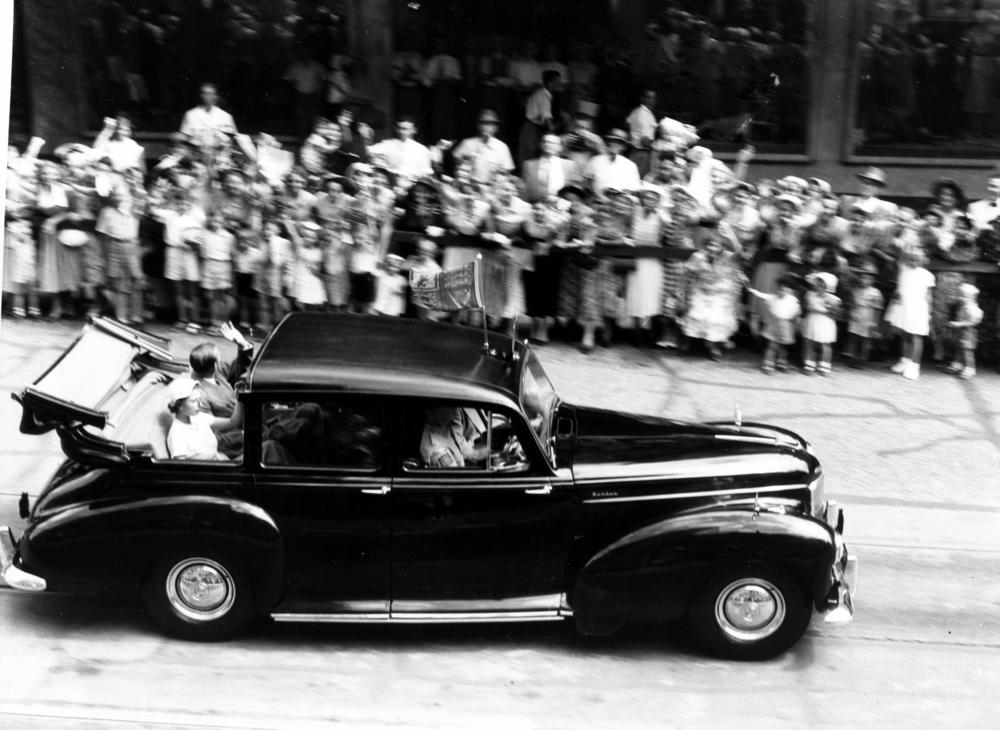
Queen Elizabeth II. und Prinz Phillip in einem Humber Pullman Landaulet bei ihrem Besuch in Brisbane 1954

## Pullman Mark IV und Imperial Mark IV
1953 erhielten beide Modelle als Pullman Mark IV, bzw. Imperial Mark IV, einen neuen OHV-Motor mit 4139 cm³ Hubraum und einer Leistung von 113 bhp (83 kW) oder 116 bhp (85 kW). Ein Jahr später wurden beide Modelle eingestellt.

## New Imperial

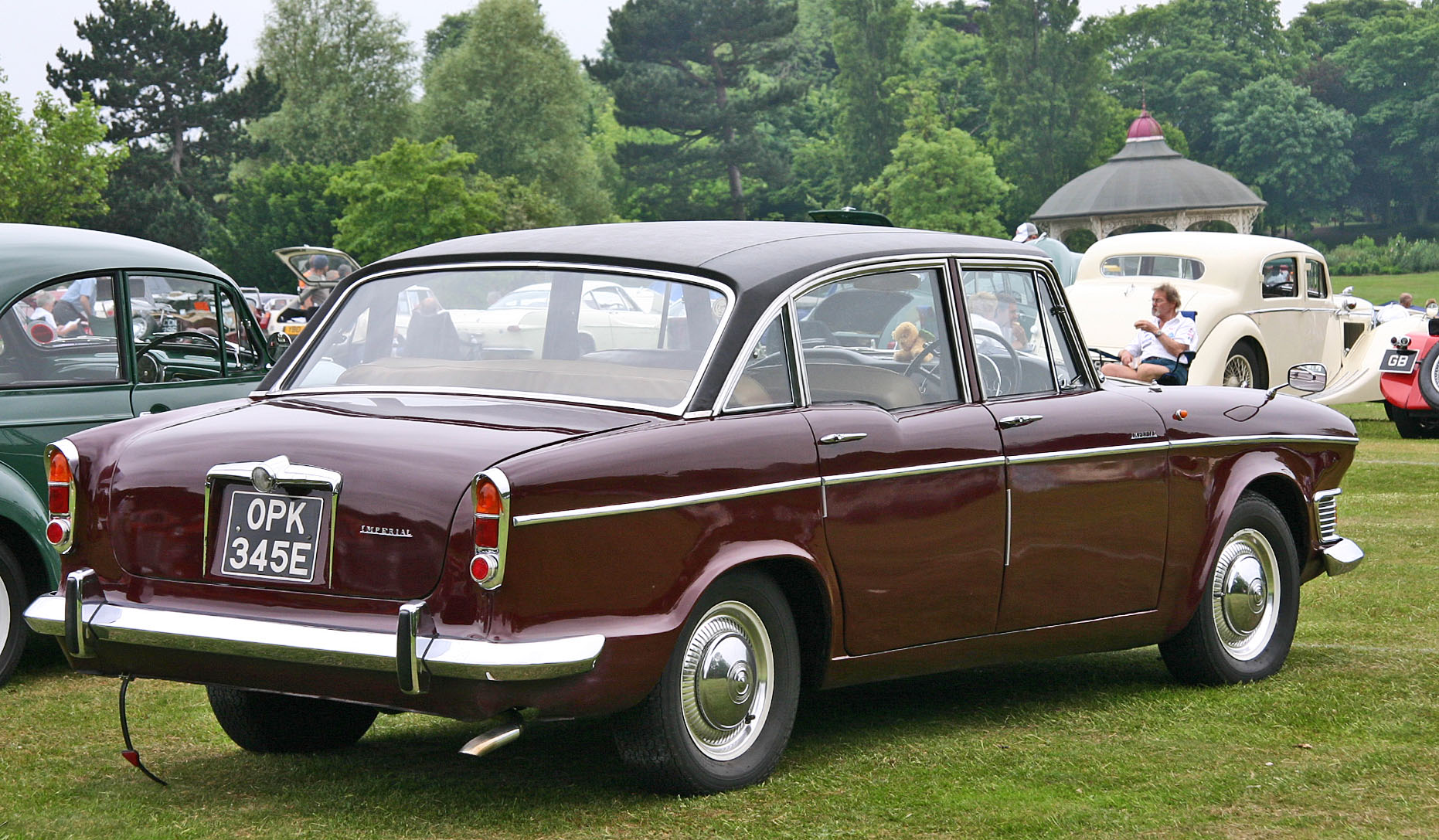
Heckansicht

10 Jahre später, 1964, erschien ein Humber New Imperial, eine Limousine mit selbsttragender Karosserie, Panoramascheiben und Heckflossen. Im Grunde handelte es sich dabei um einen Super Snipe Serie V, der besser ausgestattet war, ein Vinyldach und serienmäßig ein Borg-Warner 35 Automatikgetriebe hatte. Der britische Karosseriebauer Thrupp & Maberly, dessen letztes hergestelltes Fahrzeug der Humber New Imperial war, fertigte zwischen 38 und 41 links gelenkte Modelle. Der neue 6-Zylinder-OHV-Reihenmotor hatte 2965 cm³ Hubraum und entwickelte eine Leistung von 128,5 bhp (94,5 kW). Die Höchstgeschwindigkeit des Wagens wird mit 161 km/h angegeben. 1967 wurde das Modell ohne Nachfolger eingestellt.